# Danielle Nicole

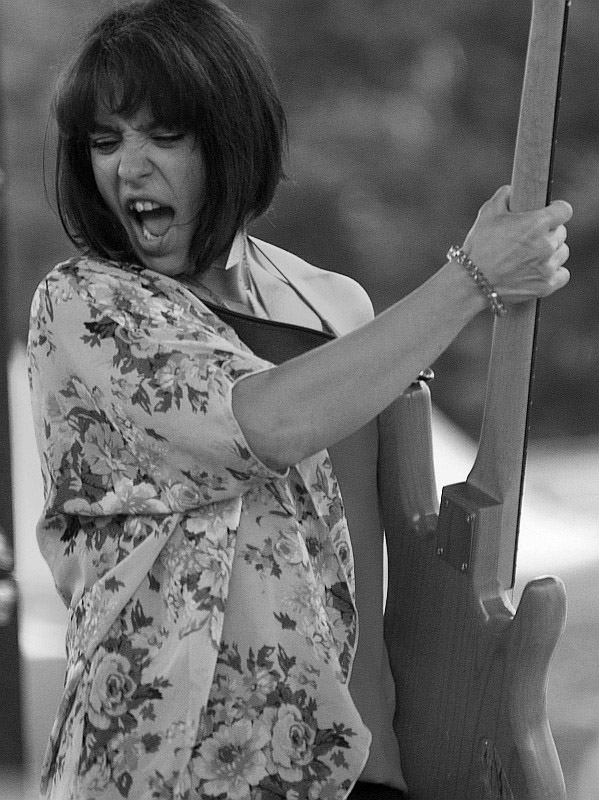
Danielle Nicole

Danielle Nicole (* 20. Juli 1983 als Danielle Nicole Schnebelen in Kansas City, Missouri) ist eine amerikanische Bluesbassistin und -sängerin, die sowohl als Bandmitglied der von ihr mitgegründeten Band Trampled Under Foot wie auch als Solo-Künstlerin erfolgreich ist. Sie gewann mehrere Blues Music Awards und Independent Blues Awards und wurde bei den Grammy Awards 2019 für den Grammy-Award für das beste zeitgenössische Bluesalbum nominiert.

## Musikalische Karriere
Danielle Nicole spielte bereits als Jugendliche in der Band ihrer Eltern, Little Eva and the Works, mit. Sie gründete gemeinsam mit ihren Brüdern Kris und Nick Schnebelen die Bluesrock-Band Trampled Under Foot, bei der sie als Bassistin und Sängerin aktiv wurde. Sie veröffentlichten zwischen 2000 und 2015 mehrere Alben. Mit ihrem Album Badlands gewann die Band bei den Blues Music Awards 2014 eine Auszeichnung in der Kategorie „Contemporary Blues Album of the Year“ und Danielle Schnebelen wurde in der Kategorie „Beste Instrumentalistin - Bass“ ausgezeichnet. Zudem war die Band als „Band des Jahres“ nominiert.
Nach einer EP im Frühjahr 2015 mit dem Titel Danielle Nicole veröffentlichte sie im September 2015 ihr erstes Solo-Album mit dem Titel Wolf Den bei Concord Records. Das Album wurde von Anders Osborne und Ryan Kingsbury produziert und es erreichte im Oktober desselben Jahres den Platz 2 der Billboard Top Blues Alben-Charts.
2019 folgte die Veröffentlichung des Albums Cry No More, das im Dezember 2018 für die Grammy Awards 2019 in der Rubrik „Best Contemporary Blues Album“ nominiert wurde. Bei den Blues Music Awards erhielt sie für das Album zwei Auszeichnungen als „Contemporary Blues Female Artist“ und „Bass Instrumentalist“, zudem gewann sie drei Independent Blues Awards für die beste R&B Soul CD, das Musikvideo zum Titelsong Cry No More und für den R&B-Soul-Song Prince's How Come U Don't Call Me Anymore?.

## Diskographie

### Trampled Under Foot
- 2007: The Philadelphia Sessions (SoundGate)
- 2008: May I Be Excused (Blue Edge)
- 2010: Live at Notodden Blues Festival (NRK)
- 2011: Wrong Side of the Blues (Vizztone)
- 2013: Badlands (Telarc)

### Solo
- 2015: Danielle Nicole (EP)
- 2015: Wolf Den (Concord Records)
- 2018: Cry No More (Concord Records)
- 2024: The Love You Bleed (Forty Below Records)

## Belege
1. 1 2  Laura Spencer: Kansas City Blues Artist Danielle Nicole Earns Her First Grammy Nomination KCUR, 7. Dezember 2018; abgerufen am 25. Januar 2020.
2. 1 2 3  2014 Blues Music Awards auf liveabout.com; abgerufen am 25. Januar 2020.
3. ↑  Billboard Top Blues Alben-Charts vom 17. Oktober 2015; abgerufen am 25. Januar 2020.
4. ↑  Jon Niccum: This KC musician is up for a Grammy for happily singing the blues The Kansas City Star, 10. Februar 2019; abgerufen am 25. Januar 2020.
5. ↑  Breaking: Blues Music Awards 2019 Winners Announced. Blues Music Foundation, 9. Mai 2019; abgerufen am 25. Januar 2020.